# Pečeňany
Pečeňany est un village de Slovaquie situé dans la région de Trenčín.

## Histoire
Première mention écrite du village en 1329.

## Démographie

### Évolution de la population
| Année:               | 1994. | 2004.   | 2014.   | 2024.    |
| -------------------- | ----- | ------- | ------- | -------- |
| Nombre de personnes: | 465   | 469     | 450     | 545      |
| Différence:          |       | +0,86 % | -4,05 % | +21,11 % |

| Année:               | 2023. | 2024.   |
| -------------------- | ----- | ------- |
| Nombre de personnes: | 541   | 545     |
| Différence:          |       | +0,73 % |